# بيلاي (اسم عائلة)
بيلاي "Pillai " هو لقب أو اسم عائلة منتشر بين الناطقين بالمالايالامية والتاميلية في الهند وسريلانكا.

## الأصل
المصطلح بيلاي "Pillai" يعني حرفيا «طفل» في اللغة التاميلية. تظهر هذه التسمية كاسم منفرد أو كلاحقة للاسم.
ويستخدم اللقب من قبل مختلف الطبقات مثل: أغامودايار، وإيساي فيلالار، وكارايار، وناير وفيلار.  

## أشخاص
ومن أبرز الأشخاص الذين يحملون هذا اللقب أو تنويعه ما يلي:
- إيه آر بيلاي، مناضلة من أجل الحرية الهندية
- الدكتور أنطون سيباستيانبيلاي، كاتب واستشاري طب الشيخوخة. توفي بسبب فيروس كورونا "COVID-19 "، بالتزامن مع عمله في علاج المرضى المسنين، في أبريل 2020 في لندن، إنجلترا
- أناندا رانجا بيلاي (1709-1701)، دوباش (مترجم ناطق بلغتين إحداهما الهندية) في شركة الهند الشرقية الفرنسية
- أريرانجا بيلاي (مواليد 1945)، رئيس القضاة السابق ورئيس موريشيوس بالنيابة لفترة وجيزة
- أروموكا نافالار، ولد باسم كانداربيلاي أروموغابيلاي «مصطلح سريلانكي هندوسي»
- رافي بيلاي، رجل أعمال هندي، وهو المؤسس والعضو المنتدب لمجموعة شركات RP.
- كانديس بيلاي (مواليد 1981)، مغنية وكاتبة أغاني
- تشانغامبوزا كريشنا بيلاي، شاعر مالايالامي
- شيمباكارامان بيلاي (1891-1934)، مقاتل من أجل الحرية من ترافانكور من أصل تاميل
- شينا ميجابيلاي، إقطاعي من القرن السابع عشر وزعيم متمردين من مملكة جافنا
- ديفاساهايام بيلاي (1712-1752)، مسؤول قضائي هندي مثير للجدل تحول إلى المسيحية
- دانراج بيلاي (مواليد 1968)، لاعب الهوكي الهندي
- جي بي بيلاي، محام وقام بتأسيس أول صحيفة إنجليزية في جنوب الهند
- ك.س. بيلاي، دكتوراه في اللاهوت (1900-70)، أسقف كبير للكنيسة الأرثوذكسية الهندية، الخلافة الأنطاكية، تشيناي، الهند
- كافيماني ديسيجافيناياغام بيلاي، مناضل هندي من أجل الحرية وشاعر
- إل.د. سواميكانو بيلاي، عالم الفلك الهندي ورئيس جمعية تاميل نادو
- النائب نارايانا بيلاي، كاتبة مالايالامية
- عضو الكنيست ماكار بيلاي، صناعي وسياسي هندي
- ماروثاناياغام بيلاي (1725-1764)، جندي هندي ومسؤول معروف أيضًا باسم محمد يوسف خان.
- مورالي بيلاي، سياسي سنغافوري من أصل هندي
- نافانيثيم بيلاي، قاضي جنوب أفريقية ومفوضة الأمم المتحدة السامية لحقوق الإنسان
- نيشا بيلاي، صحفية هندية المولد ومذيعة أخبار في بي بي سي
- غوفيندا بيلاي، زعيم الحزب الشيوعي الهندي
- بالاني سوبرامانيام بيلاي (1908-1962)، عازف إيقاع موسيقى كارناتيك
- بارافور تي كيه نارايانا بيلاي (1890-1971)، مناضل هندي من أجل الحرية
- باتوم أ.ثانو بيلاي (1885-1970)، رئيس الوزراء الثاني لولاية كيرالا الموحدة وزعيم شيوعي
- بريم ناث بيلاي (مواليد 1982)، صانع أفلام ومحرر ماليزي
- ر. بالاكريشنا بيلاي (مواليد 1935)، وزير دولة سابق في ولاية كيرالا
- راجموهان بيلاي (مواليد 1964)، رجل أعمال هندي
- ريا بيلاي، عارضة أزياء هندية
- سريكانتيسوارام بادمانابها بيلاي، مؤلف المعاجم
- سواديشابيماني راماكريشنا بيلاي، صحفي وناشط سياسي، قام بترجمة سيرة كارل ماركس إلى المالايالامية
- تي إس راماسامي بيلاي (1918-2006)، مناضل من أجل الحرية، سياسي وعضو سابق في الجمعية التشريعية (الهند)